# Gare de Coarraze - Nay
La gare de Coarraze - Nay est une gare ferroviaire française de la ligne de Toulouse à Bayonne, située sur le territoire de la commune de Coarraze, à proximité de Nay, dans le département des Pyrénées-Atlantiques en région Nouvelle-Aquitaine. 
Elle est mise en service en 1867 par la Compagnie des chemins de fer du Midi et du Canal latéral à la Garonne. 
C'est une gare de la Société nationale des chemins de fer français (SNCF), desservie par des trains régionaux TER Nouvelle-Aquitaine et TER Occitanie.

## Situation ferroviaire
Établie à 267 mètres d'altitude, la gare de Coarraze - Nay, qui dépend de la région ferroviaire de Bordeaux, est située au point kilométrique (PK) 198,917 de la ligne de Toulouse à Bayonne, entre les gares ouvertes de Montaut - Bétharram et d'Assat.
Elle est équipée de deux quais : le quai 1 dispose d'une longueur utile de 401 m pour la voie 1 et le quai 2 d'une longueur utile de 344 m pour la voie 2.

## Histoire
La Compagnie des chemins de fer du Midi et du Canal latéral à la Garonne met en service la station de Coarraze-Nay lors de l'ouverture de la section de Lourdes à Pau et de l'intégralité de la ligne de Toulouse à Bayonne, le 20 juin 1867.

### Fréquentation
En 2022, selon les estimations de la SNCF, la fréquentation annuelle de la gare était de 59 827 voyageurs contre 33 712 voyageurs en 2019.
De 2015 à 2022, selon les estimations de la SNCF, la fréquentation annuelle de la gare s'élève aux nombres indiqués dans le tableau ci-dessous.
| Année               | 2015   | 2016   | 2017   | 2018   | 2019   | 2020   | 2021   | 2022   |
| ------------------- | ------ | ------ | ------ | ------ | ------ | ------ | ------ | ------ |
| Nombre de voyageurs | 31 465 | 31 169 | 31 709 | 23 642 | 33 712 | 26 993 | 39 721 | 59 827 |

## Service des voyageurs

### Accueil
Gare SNCF, elle dispose d'un bâtiment voyageurs, avec guichet, ouvert tous les jours.

### Desserte
Coarraze - Nay est desservie par des trains régionaux TER Nouvelle-Aquitaine et TER Occitanie.

### Intermodalité
Un parc pour les vélos et un parking pour les véhicules sont aménagés. 